# 4B3T
4B3T (4 Binary 3 Ternary, когда 4 двоичных символа передаются с помощью 3 троичных символов) — один из способов линейного кодирования (физического кодирования, канального кодирования, импульсно-кодовая модуляция, манипуляция сигнала). Способ преобразования данных, представленных в цифровом виде, в виде сигнала, с целью передачи данных по физическому каналу связи (такому как оптическое волокно, витая пара, коаксиальный кабель, инфракрасному излучению). Сигнал на выходе кодирующего устройства, согласно коду 4B3T, является трехуровневым, т.е. на выходе кодирующего устройства формируется сигнал с тремя потенциальными уровнями. Код формируется, например, согласно таблице кодирования MMS43. Каждые четыре битовые комбинации представляются трехуровневой (с тремя отличающимися потенциалами) комбинацией.  

### Таблица кодирования
Каждая входная последовательность представлена 4 битами данных. Всего входящих комбинаций, состоящих из 4 бит может быть представлено {\displaystyle 2^{4}=16}. При использовании трехуровневой системы передачи данных, представлено 3 значащими интервалами можно представить всего {\displaystyle 3^{3}=27} различных комбинаций. 
| Вход | Accumulated DC offset | Accumulated DC offset | Accumulated DC offset | Accumulated DC offset |
| Вход | 1                     | 2                     | 3                     | 4                     |
| ---- | --------------------- | --------------------- | --------------------- | --------------------- |
| 0000 | + 0 + (+2)            | 0−0 (−1)              | 0−0 (−1)              | 0−0 (−1)              |
| 0001 | 0 − + (+0)            | 0 − + (+0)            | 0 − + (+0)            | 0 − + (+0)            |
| 0010 | + − 0 (+0)            | + − 0 (+0)            | + − 0 (+0)            | + − 0 (+0)            |
| 0011 | 0 0 + (+1)            | 0 0 + (+1)            | 0 0 + (+1)            | − − 0 (−2)            |
| 0100 | − + 0 (+0)            | − + 0 (+0)            | − + 0 (+0)            | − + 0 (+0)            |
| 0101 | 0 + + (+2)            | − 0 0 (−1)            | − 0 0 (−1)            | − 0 0 (−1)            |
| 0110 | − + + (+1)            | − + + (+1)            | − − + (−1)            | − − + (−1)            |
| 0111 | − 0 + (+0)            | − 0 + (+0)            | − 0 + (+0)            | − 0 + (+0)            |
| 1000 | + 0 0 (+1)            | + 0 0 (+1)            | + 0 0 (+1)            | 0 − − (−2)            |
| 1001 | + − + (+1)            | + − + (+1)            | + − + (+1)            | − − − (−3)            |
| 1010 | + + − (+1)            | + + − (+1)            | + − − (−1)            | + − − (−1)            |
| 1011 | + 0 − (+0)            | + 0 − (+0)            | + 0 − (+0)            | + 0 − (+0)            |
| 1100 | + + + (+3)            | − + − (−1)            | − + − (−1)            | − + − (−1)            |
| 1101 | 0 + 0 (+1)            | 0 + 0 (+1)            | 0 + 0 (+1)            | − 0 − (−2)            |
| 1110 | 0 + − (+0)            | 0 + − (+0)            | 0 + − (+0)            | 0 + − (+0)            |
| 1111 | + + 0 (+2)            | 0 0 − (−1)            | 0 0 − (−1)            | 0 0 − (−1)            |

Для кодирования, например, последовательности 1111 можно, в принципе, использовать любой из двух вариантов. Но у 4B3T есть интересная особенность — он позволяет удерживать средний ток через канал связи приблизительно нулевым: если передано много положительных тритов, он начинает передавать много отрицательных. Делается это так.
Переменной-сумматору (accumulated DC offset) присваиваем какое-нибудь начальное значение (например, 2). Закодировав 1111 как 00−, вычитаем из сумматора 1, получаем 1. И следующая четвёрка 1111 будет закодирована ++0, а сумматор примет значение 3.

### Таблица декодирования
Декодирующая таблица представлена следующим образом:
| Троичный код | Двоичный код |       | Троичный код | Двоичный код |      | Троичный код | Двоичный код |
| 0 0 0        | н/д          | − 0 0 | 0101         | + − −        | 1010 |              |              |
| + 0 +        | 0000         | − + + | 0110         | + 0 −        | 1011 |              |              |
| 0 − 0        | 0000         | − − + | 0110         | + + +        | 1100 |              |              |
| 0 − +        | 0001         | − 0 + | 0111         | − + −        | 1100 |              |              |
| + − 0        | 0010         | + 0 0 | 1000         | 0 + 0        | 1101 |              |              |
| 0 0 +        | 0011         | 0 − − | 1000         | − 0 −        | 1101 |              |              |
| − − 0        | 0011         | + − + | 1001         | 0 + −        | 1110 |              |              |
| − + 0        | 0100         | − − − | 1001         | + + 0        | 1111 |              |              |
| 0 + +        | 0101         | + + − | 1010         | 0 0 −        | 1111 |              |              |

При поступлении на входное устройство приёмника, данные поступают на декодирующее устройство, согласно таблице декодирования формируется четырехбитная последовательность исходных данных. Комбинация состоящая из 000 является недопустимой.

### Пример
На передающей стороне передается информация, представленная в цифровом виде, в двоичном коде: 0100101010011101
Согласно правилу кодирования 4B3T, каждые 4 бита данных представляются 3 уровнями потенциала (см. таблицу кодирования MMS43):
- Комбинация "0100" представляется как "-+0", т.е.: нижний потенциальный уровень (-), верхний потенциальный уровень  (+) и средний потенциальный уровень  (0)
- Комбинация "1010" представляется как "++-", т.е.: верхний потенциальный уровень (+), верхний потенциальный уровень  (+) и нижний потенциальный уровень(-)
- Комбинация "1001" представляется как "+-+", т.е.: верхний потенциальный уровень (-), нижний потенциальный уровень  (+) и верхний потенциальный уровень(0)
- Комбинация "1101" представляется как "0+0", т.е.: средний потенциальный уровень (0), верхний потенциальный уровень  (+) и средний потенциальный уровень(0)

Т.е. на выходе кодирующего устройства формируется сигнал с потенциалами: "-+0++-+-+0+0" (см. рисунок)
На приёмной стороне восстанавливаются данные согласно декодирующей таблицы, т.е. при поступлении комбинации смены потенциалов "-+0++-+-+0+0" декодер преобразует:
- Комбинация  "-+0" преобразуется в данные: "0100"
- Комбинация "++-" преобразуется в данные: "1010"
- Комбинация "+-+" преобразуется в данные: "1001"
- Комбинация "0+0" преобразуется в данные: "1101"

Соответственно, приёмник получает данные: "0100101010011101" и восстанавливает информацию, представленную в цифровом виде.

### Преимущества
- Скорость передачи данных за один такт выше, чем у NRZ
- Избыточность кода в сравнении с двоичным кодированием (три троичных символа дают 27 комбинаций, а четыре двоичных 16 комбинаций)
- Резервные комбинации можно использовать для специальных функций. [4]
- Может поддерживать средний ток через канал связи в районе нуля: если через канал прошло много тритов «+», код начинает посылать туда больше тритов «−», и наоборот.
- В этом режиме передаёт не больше четырёх тритов с одним и тем же значением, это упрощает синхронизацию.

### Недостатки
- Не является самосинхронизирующимся

### Область применения
- Интерфейс BRI сети ISDN